# Epilobium montanum
Espèce
Classification phylogénétique
Epilobium montanum, l'épilobe des montagnes, est une espèce de plantes à fleurs de la famille des Onagraceae. C'est une plante herbacée vivace qui se trouve en Europe et en Asie également dans des régions de basse altitude.

## Caractéristiques
Altitude : de 0 jusqu'à 1 800 m.
Floraison de juin à septembre.